# 사이토 유키 (1988년)
사이토 유키(일본어: 斎藤 佑樹, 1988년 6월 6일 ~ )는 전 일본의 프로 야구 선수(투수)이다.
와세다 실업고등학교 3학년 때인 2006년 당시 하계 고등학교 야구 선수권 대회(제88회 대회)에서 팀의 우승을 이끈 투수가 되었고 경기 도중 마운드에서 작게 접은 손수건으로 얼굴에 땀을 닦는 행동으로부터 언론에서는 ‘손수건 왕자’(ハンカチ王子)라는 별명이 붙여질 정도로 유명해질 뿐만 아니라 ‘유우 짱’(佑ちゃん)라는 애칭을 갖는 등 팬들로부터 많은 사랑을 받고 있다.

## 인물

### 중학교 시절까지
군마현 오타시 출신으로 만화 《메이저》를 형과 함께 읽어가며 초등학교 1학년 때부터 야구를 시작했다. 닛타 정립 이쿠시나 초등학교(현재의 오타 시립 이쿠시나 초등학교)에 재학 중 현지 야구팀인 ‘이쿠시나 챔피언스’(生品チャンピオンズ)에서 활약하여 주장을 맡았다. 닛타 정립 이쿠시나 중학교(현재의 오타 시립 이쿠시나 중학교)에서는 연식 야구부에 소속되어 군마 현 대회에서는 준우승을 이끌었고, 간토 대회에서는 팀을 8강에까지 진출하는 쾌거를 이루었다. 2002년 하계 고시엔 대회(제84회 전국 고등학교 야구 선수권 대회)에서 군마 현 대표인 기류 시립 상업고등학교의 응원하기 위해서 한신 고시엔 구장에 발길을 옮긴 것이 고시엔에 동경을 가진 계기가 되었다.

### 와세다 실업고등학교 시절
2004년, 추천 입시로 와세다 실업고등학교에 진학하여 본가를 떠나 도쿄에서 형과 함께 생활을 시작하였다. 야구부에서는 이즈미 미노루 감독의 지도를 받아 1학년 때부터 벤치에 들어갔고 2학년이 된 이듬해 2005년에는 등번호 1번을 착용하고 이후 하계 니시토쿄 대회(전국 고등학교 야구 선수권 니시토쿄 대회)에서는 니혼 대학 제3 고등학교와의 준결승전에서 3개의 홈런을 허용하는 등 콜드패를 당했다. 가을에 열린 도대회에서는 새로운 팀의 부주장을 맡았고, 이후 준결승에서는 니혼 대학 제3 고등학교와 또다시 맞대결해 이번에는 완봉 승리를 거둬 결승에서도 호투하는 등 팀을 24년 만에 우승을 이끌었다. 11월에 열린 메이지 진구 야구 대회에서는 준결승전에서 고마자와 대학 부속 도마코마이 고등학교와 맞대결을 펼쳤지만 팀은 패했고 이 때 처음으로 후에 고시엔 대회에서의 라이벌이 되는 다나카 마사히로와 승부를 겨뤘다.
이듬해 2006년 춘계 고시엔 대회(제78회 선발 대회)에 출전, 2차전에서는 간사이 고등학교와 비겨 재경기 끝에 승리를 거두었지만 준준결승전에서는 요코하마 고등학교에게 패했다. 같은 해 하계 대회(3학년 때)인 니시토쿄 대회에서는 니혼 대학 제3 고등학교와 대결하면서 연장전에서의 접전 끝에 끝내기 승리를 거둬 하계 고시엔 대회 출전을 결정지었다.

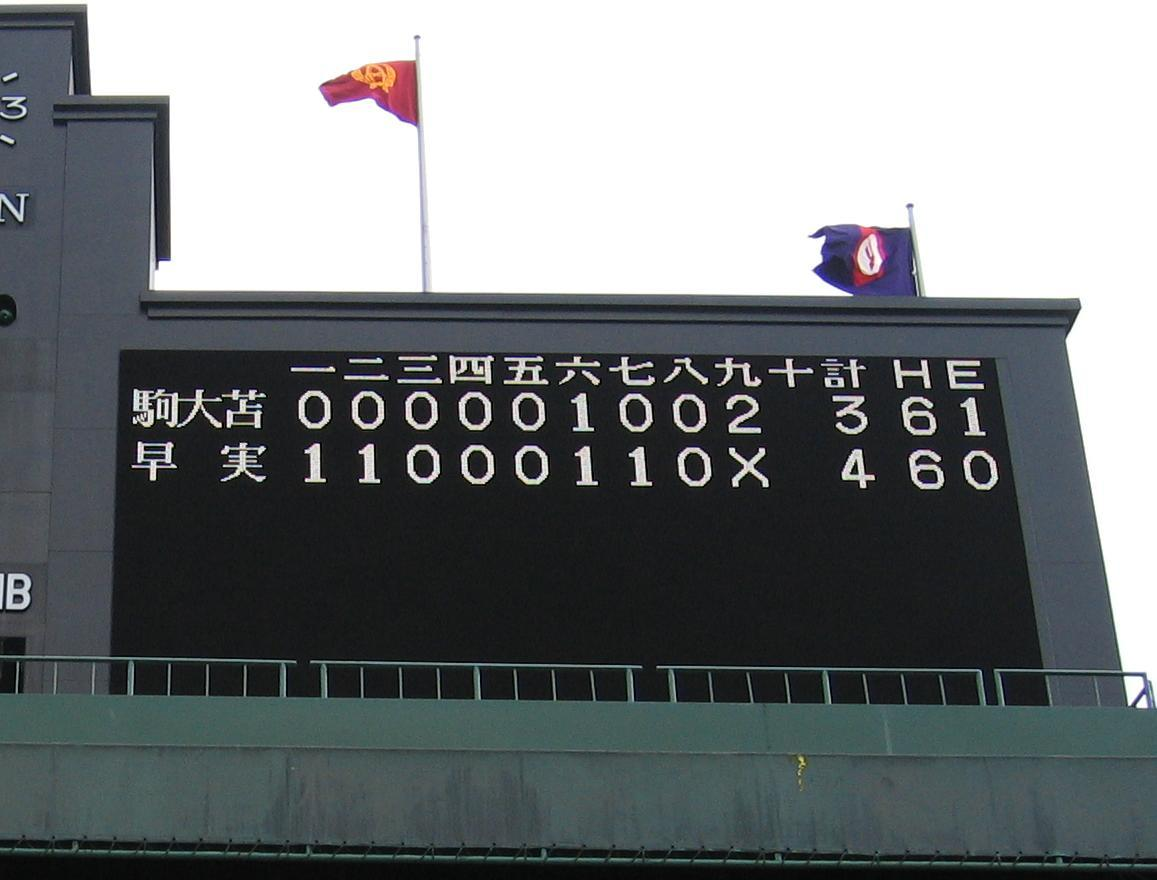
결승 재경기 당시의 전광판(2006년)

2006년 하계 고시엔 대회(제88회 전국 고등학교 야구 선수권 대회)에서는 2차전 상대 오사카도인 고등학교와의 맞대결에서 나중에 프로 야구에서 팀 동료가 되는 나카타 쇼와 대결해 4타수 무안타, 삼진 3개를 처리하는 등의 호투를 보였는데 이것을 계기로 이 대회에 있어서의 사이토에 대한 관심이 높아졌다. 이 대회에서 와세다 실업고등학교는 26년 만에 결승전에 진출했다(아라키 다이스케를 영입한 것은 1980년 이래). 8월 20일의 결승전에서는 하계 고시엔 대회에서 3연패 달성을 목표로 하는 고마자와 대학 부속 도마코마이 고등학교의 에이스인 다나카 마사히로와의 투수전을 펼쳤는데 연장 15회가 되면서도 승부가 나지 않아 1969년 하계 대회(제51회 전국 고등학교 야구 선수권 대회, 에히메 현립 마쓰야마 상업고등학교 vs 아오모리 현립 미사와 고등학교) 이후 37년 만인 결승 무승부 재경기가 되었다(→ 제51회 전국 고등학교 야구 선수권 대회 결승). 다음날의 재경기에서도 사이토는 스스로 선발을 지원해 4연투를 했고 마지막에는 다나카를 삼진으로 잡으면서 접전 끝에 도마코마이 고등학교를 누르고 와세다 실업고등학교는 처음으로 하계 고시엔 대회의 우승을 달성했다. 이 대회의 모든 경기에 선발 등판해 2차전부터 결승 재경기까지 모두 혼자서 던져 다나카와의 경쟁은 고시엔 대회의 역사에 남게되었다. 이 대회에서의 투구 이닝 69, 투구 수 948개는 어느 쪽에서도 단일 대회에 있어서의 일어난 기록으로서는 역사상 1위였고, 한 대회에서 탈삼진 78개는 1958년 반도 에이지(도쿠시마 현립 도쿠시마 상업고등학교)의 83개에 이어 역대 2위가 되었다.
2006년 9월 11일, 자신의 진로에 대해 이례적으로 기자 회견을 자청해 대학에 진학하겠다고 공식적으로 밝혔다. “자신은 인간으로서도 야구 선수로서도 미숙하다. 대학에 진학하여 성장하고 싶다”라고 말하는 한편 미일 친선 고교 야구 대회와 관련해서는 미국 원정을 하고 있는 동안에 마음이 흔들렸다고 밝혔다. 9월 30일부터 효고현에서 개최된 제61회 국민 체육 대회에서는 결승전에서 고시엔 하계 대회에서의 결승전과 마찬가지로 고마자와 대학 부속 도마코마이 고등학교와의 대결이 이뤄졌는데 여기에서도 다시 다나카와 맞대결하게 됐지만 결과는 1대 0으로 와세다 실업고교가 승리해 사이토는 다시 우승 투수가 되었다.

### 와세다 대학 시절

#### 2007년
고교 졸업 후 와세다 대학 교육학부 사회과 사회학과에 입학하면서 그 직후 와세다 대학 야구부에 입단, 등번호는 16번이 되었다. 4월 14일부터 시작된 2007년 도쿄 6대학 야구 춘계 리그전에 출전, 사이토는 개막전 상대인 도쿄 대학과의 맞대결에서 선발로 등판해 승리 투수가 되었다. 1학년으로서는 춘계 리그의 개막전 투수로서 승리 투수가 된 사례는 1927년 미야타케 사부로(게이오기주쿠 대학) 이후 80년 만의 일이다. 우승이 걸려있는 6월 3일의 소케이센에서도 선발 투수를 맡았는데 이 경기에서 와세다 대학이 승리하여 사이토는 리그전의 우승 투수가 되었다. 춘계 리그전에서의 성적은 4승(리그 1위 타이 기록) 무패, 평균 자책점 1.65(동률 3위)를 기록했다. 그리고 프로 야구였다면 세이브가 연결되는 상황에서의 마무리 투수로 등판한 2경기가 있어(도쿄 6대학 리그에는 세이브 제도가 없다) 팀의 10승 중 6승을 올리는 데 큰 기여를 했다. 1학년 투수로서는 역사상 최초이면서 춘계 리그전에서의 베스트 나인에도 선정되었다.
그 해 6월에 열린 제56회 전일본 대학야구 선수권 대회에서는 2차전·준결승전·결승전 등 모두 3경기에 등판했다. 준결승전과 결승전에서는 이틀 연속으로 선발로 나서 각각 1실점을 하였지만 속투로 연결해 2승을 기록하여 팀의 33년 만에 우승하는 데 기여했고 1학년으로서는 역대 최초인 최고 수훈 선수로 선정되었다. 같은 해 7월, 미국에서 개최된 제36회 미일 대학야구 선수권 대회의 일본 대표팀 선수로 발탁되었고 대표팀에서의 등번호는 ‘20’번을 달았다. 3차전에서 선발 등판했는데 일본 대표팀이 홈그라운드가 아닌 적지에서 열린 경기에서 처음으로 우승함에 따라 사이토는 이 대회에서 일본 대표팀의 1학년 투수로서는 사상 최초로 승리 투수가 되었다.
9월부터 시작된 도쿄 6대학 추계 리그전에서는 개막전 상대인 도쿄 대학과의 1차전에서 선발을 맡아 승리 투수가 되었다. 1학년 투수가 춘계와 추계를 통틀어 개막전에서의 선발로 등판한 것은 1929년의 후루타테 리조(도쿄 제국대학) 이후 4번째이며, 1학년 투수가 춘계와 추계 리그에서 모두 개막전 승리를 거둔 것은 미야타케 사부로 이후 80년 만의 일이었다. 호세이 대학과의 4차전에서는 리그전에서의 첫 완투승(팀에 있어서도 춘계와 추계만)을 거뒀고 와세다 대학의 3계 연속 우승이 걸린 게이오기주쿠 대학과의 3차전에서는 리그전 최초 완봉승에 더해 개인 최다인 15개의 탈삼진을 달성하여 춘계 대회에 이어 또 다시 우승을 결정짓는 경기에서 승리 투수가 되었다. 2007년 추계 리그에서의 성적 가운데 평균 자책점 0.78은 최우수 평균 자책점상을 받았고 2시즌 연속으로 베스트 나인에 선정되었다. 1학년 투수의 춘계·추계 연속 베스트 나인에 선정된 것은 사상 최초였다. 또, 사이토가 올린 4승은 리그 최다승 기록이며, 4사구율 1.55(57.2 투구 이닝에 4사구는 10개)는 리그 최저였다.

#### 2008년
7월에 체코에서 열린 제4회 세계 대학 야구 선수권 대회 일본 대표팀 선수로 발탁되었다. 그리고 추계 리그전부터 등번호를 ‘1’번으로 변경, 자신의 최고 기록인 7승(리그 최다승)을 기록해 2시즌 만에 와세다 대학의 우승에 기여했다. 통산 3번째의 베스트 나인에도 처음으로 만장일치로 선정되었는데 우승 당시 히어로 인터뷰에서는 1학년 때부터 사이토와 함께 배터리를 짰던 호소야마다 다케시에게 감사의 뜻을 전했다.

#### 2009년
7월에 열린 제37회 미일 대학야구 선수권 대회 일본 대표팀 선수로 발탁되었고 그 해 리그전에서 춘계 시즌에는 4승 2패, 추계 시즌에는 3승 2패로 원래 기량을 제대로 발휘하지 못했고 팀도 역시 우승을 놓쳤다. 사이토 본인은 인터뷰에서 “구속을 추구한 결과 투구폼이 망가져서 생각했던 만큼 투구를 할 수 없었다”라고 말했다. 그 해 추계 리그전이 종료된 후 와세다 대학 야구부의 제100대 주장으로 발탁됨과 동시에 등번호를 ‘10’번으로 변경했다. 11월 22일에는 사상 최초로 프로 야구와 대학 야구 선발팀에 의한 교류전인 ‘ U-26 NPB 선발 vs 대학 일본 대표’의 선발 투수로 등판했고 다음날인 23일에는 소케이센에 출전하여 3년 만에 고시엔 구장을 밟았다.

#### 2010년

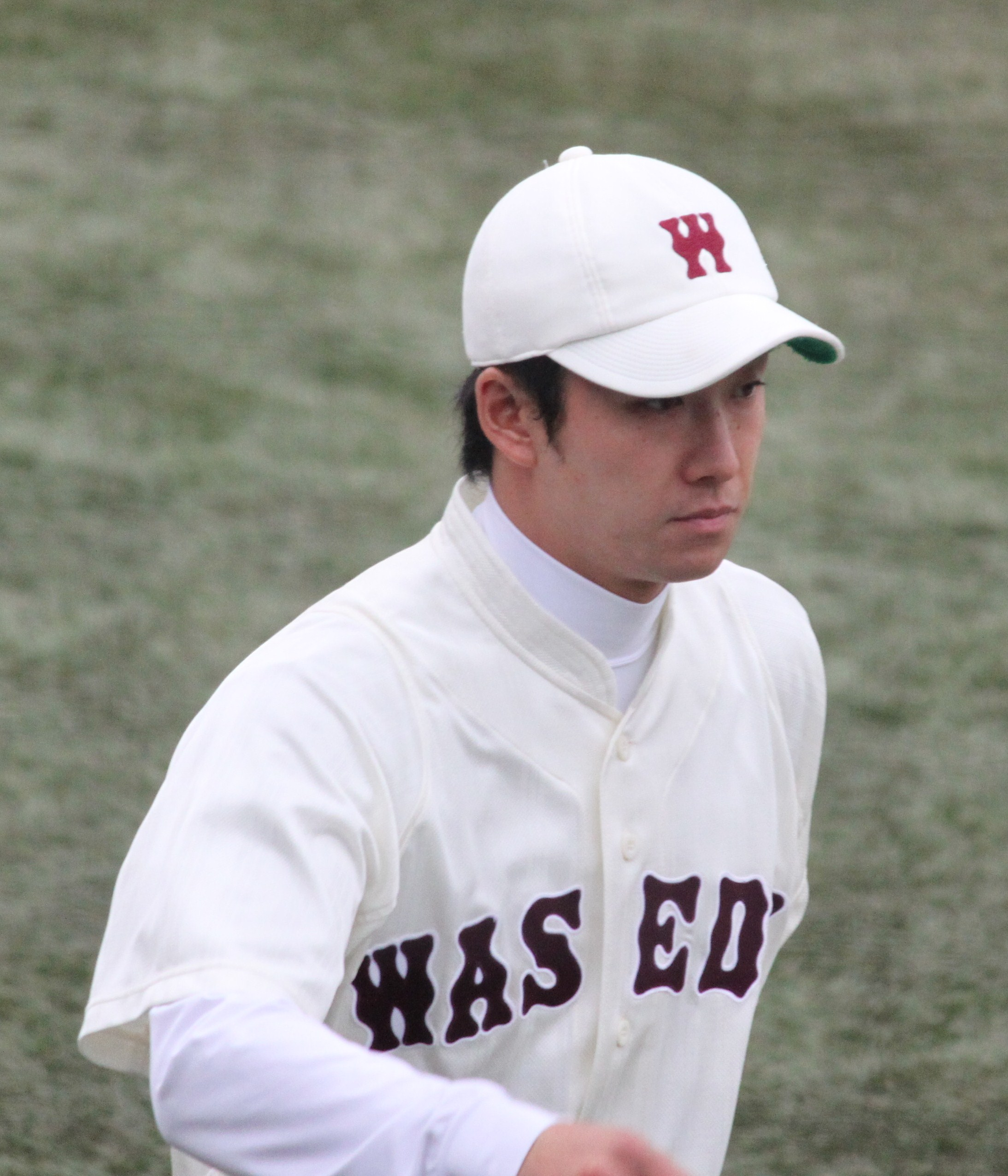
와세다 대학 시절의 사이토(2010년)

이듬해 7월 30일부터 일본에서 개최된 제5회 세계 대학 야구 선수권 대회에 일본 대표팀 선수로 발탁되었다. 추계 리그전에서는 소케이센 2일째에 와세다 대학과 게이오기주쿠 대학은 승률이 같아지면서 11월 3일에 50년 만의 소케이센 우승 결정전을 하게 되었다. 경기가 열린 메이지 진구 야구장에서는 36,000명의 관중들이 동원하여 만원을 이루었고 사이토는 선발로 등판해 8회 도중까지 노히트 노런의 호투를 하는 등 접전 끝에 10대 5로 와세다 대학이 우승했다. 제41회 메이지 진구 야구 대회의 대학부 경기에서는 1차전부터 결승전까지 등판해 와세다 대학은 이 대회에서 첫 우승을 달성했다. 주장으로서의 대학 생활 마지막 해에 리그 우승에 기여하는 등 유종의 미를 장식하게 되었다.
대학 시절 4년 동안 도쿄 6대학 야구 대회 역사상 여섯 번째가 되는 통산 30승과 300탈삼진을 달성했고(31승 323탈삼진) 세계 대학 야구 선수권 대회와 미일 대학야구 선수권 대회에서의 4년 연속 일본 대표팀 선수로 발탁된 것은 사상 최초였다.
10월 28일에 열린 프로 야구 드래프트 회의에서 홋카이도 닛폰햄 파이터스, 도쿄 야쿠르트 스왈로스, 지바 롯데 마린스, 후쿠오카 소프트뱅크 호크스 등 4개 구단이 1순위로 지명했는데 추첨 결과 닛폰햄이 교섭권을 획득했다. 이 회의에서는 와세다 대학 동창생인 오이시 다쓰야와 후쿠이 유야도 각각 사이타마 세이부 라이온스와 히로시마 도요 카프에 각각 1순위로 지명되는 등(특히 오이시는 히로시마를 포함한 5개 구단과 경합을 벌였다) 프로 야구 드래프트 회의에서 같은 대학의 투수 3명이 1순위 지명을 받은 것은 드래프트 회의 사상 최초였다. 10월 30일부터 소케이센을 앞두고 있었기 때문에 당일에는 기자 회견이 열리지 않았고 소케이센 우승 결정전 다음날인 11월 4일에 오이시, 후쿠이와 함께 기자회견을 갖고 프로 입단에 관한 입장을 밝혔다.
12월 6일에 사이토는 홋카이도 닛폰햄 파이터스와의 첫 교섭에 임하면서 연봉 1,500만 엔과 계약금 1억+성과급 지급 5,000만 엔의 계약을 맺었다. 12월 9일, 삿포로 돔에서 2003년 신조 쓰요시 이래 7년 만에 단독으로 입단 기자 회견을 열었다. 평일임에도 불구하고 약 8,000여명의 팬들이 몰려와 기자회견장 주변에 북새통을 이루었다. 회견에서는 나시다 마사타카 감독과 후지이 준이치 구단 사장이 동석했고 등번호는 18번으로 결정했다. 나시다 감독이 포수로 나서면서 유니폼 차림으로 마운드에서 팬들에게 투구 폼을 보여주는 것을 비롯해 토크쇼와 싸인회까지 열리기도 했다.
졸업 논문의 테마는 ‘스포츠의 지방 흥행과 관객 동원 지역 내에서의 경제 효과에 대해서’라는 주제였는데 닛폰햄이 2004년 당시 연고지를 도쿄에서 삿포로로 이전한 것에 의한 지역에게 준 경제적 영향 등에 대해서 논문을 작성했다.

### 프로 입단 후

#### 2011년

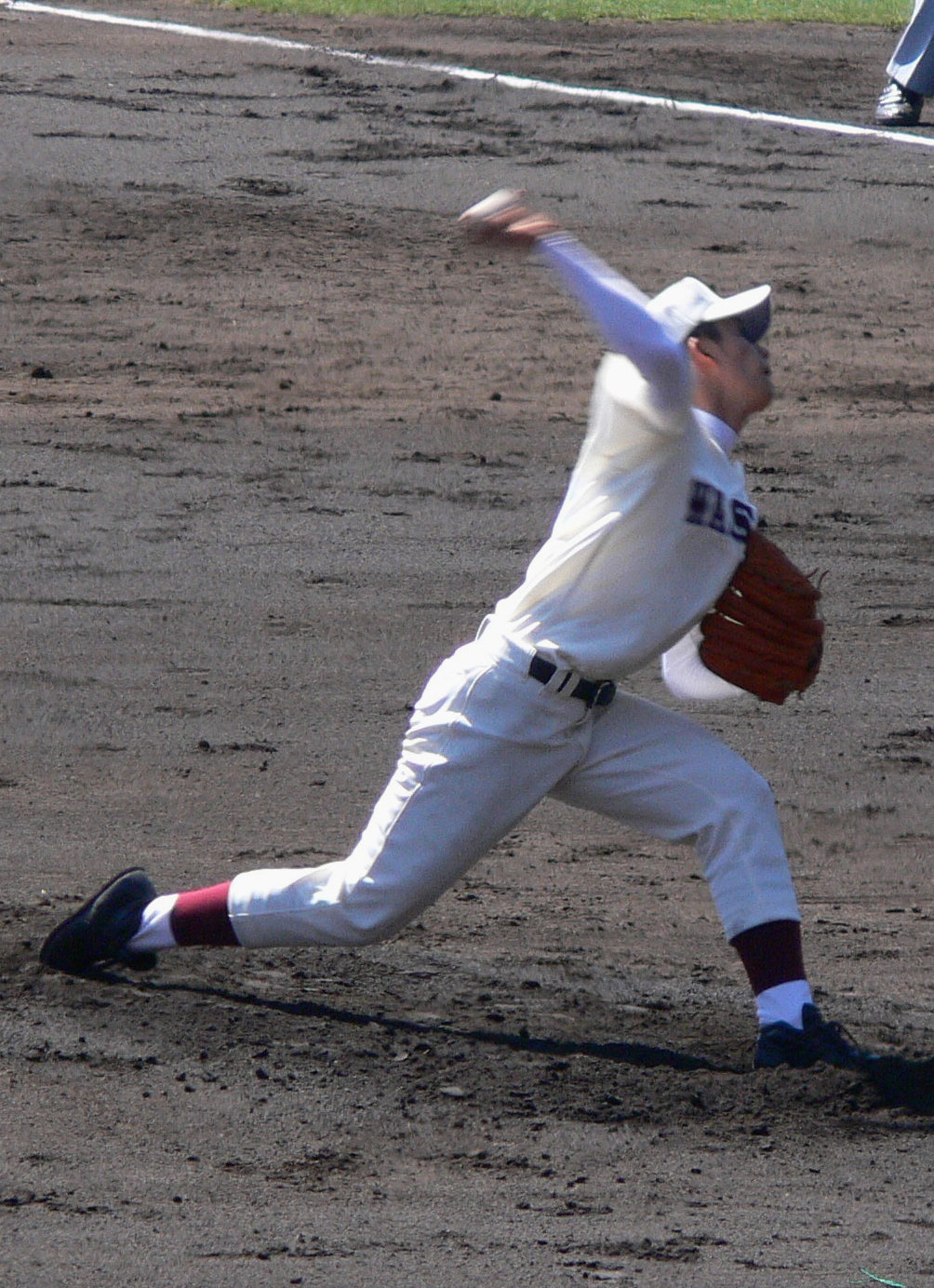
와세다 실업고등학교 시절의 사이토 유키(2006년 3월 25일, 한신 고시엔 구장)

이듬해 4월 17일, 삿포로 돔에서 열린 지바 롯데 마린스와의 경기에 프로 데뷔 후 처음으로 선발 등판해 5이닝 동안 4실점(1자책점)을 기록하면서 승리 투수가 되었는데 같이 입단한 신인 중에서 제일 먼저 첫 승의 기쁨을 안았다. 투구에 대해서는 요시이 마사토 투수 코치로부터 변화구가 많다는 점을 지적받아 직구의 비율을 높이는 것을 과제로 삼았다. 그러나 5월 8일 후쿠오카 소프트뱅크 호크스전(삿포로 돔)에 선발로 나서 1회를 3자 범퇴로 처리했으나 왼쪽 옆구리의 통증을 호소하여 마운드에서 내려왔다. 그 후에는 좌내복사근 근육 타박상으로 전치 2~3주 진단을 받아 출전 선수 등록이 말소되었다.
6월 29일에는 1군에 복귀했고, 같은 해 7월 22일부터 24일까지 열린 올스타전에서는 2경기에 등판하여 무실점을 기록하는 등 스카이 액티브 테크놀로지상을 수상했다. 시즌을 통해서는 부상당한 몸이면서도 시즌에서 선발 로테이션에 5번째로 참가하는 등 6승 6패와 2.69의 평균 자책점을 기록하는 등 나름대로의 성적을 남겼다. 그런 한편으로 투구 이닝이 적고(QS는 42.1%) 피타율이 높다는 점, WHIP이 1.47 등은 해결해야 할 과제로 남았다. 당시 닛폰햄 감독이었던 나시다 마사타카는 그 해에 세상을 떠난 니시모토 유키오가 시즌을 앞둔 사이토의 투구폼에 대해 “저 선수의 던지는 방법은 틀렸다. 왼쪽 다리가 뻣뻣하게 버티고 있었고 오른팔이 꼭 막대기와 같다. 노미 아쓰시처럼 팔이 휘어지게 던지도록 지도하게”라고 11월 29일에 치러진 니시모토의 장례식을 통해서 이 같이 밝혔다. 포스트 시즌인 클라이맥스 시리즈에서는 등판 기회가 없었다.

#### 2012년
3월 19일에는 프로 데뷔 2년 만에 처음으로 개막전 선발 투수로 지명되어 3월 30일의 개막전(vs 사이타마 세이부 라이온스전)에서 9이닝 1실점을 기록하며 완투승을 거두었다. 프로 야구 개막전에서 첫 완투 승리를 기록한 것은 1962년 가키모토 미노루(주니치 드래건스) 이후 50년 만의 일이며 퍼시픽 리그에서는 1950년 에바라 요시미(마이니치 오리온스) 이후 62년 만의 일이자 역대 두 번째이다. 4월 20일의 오릭스 버펄로스전에서는 첫 완봉승을 올렸다.
6월 6일의 히로시마 도요 카프전(삿포로 돔)에서는 자신의 생일을 맞아 승리 투수가 되었지만 6경기 연속으로 승리에서 멀어질 정도의 극심한 부진에 시달렸고 7월 30일에는 재조정을 위해 1군 등록이 말소되었다. 사회인 야구팀과 상대하면서 부진을 겪는 등 2군에서도 7경기에 선발로 나서 1승 5패, 평균 자책점 5.05, WHIP 1.56이라는 뚜렷한 결과를 남길 수 없었지만, 9월 29일에는 2개월 만에 1군에 복귀했다. 1경기에서는 중간 계투로 등판한 후 10월 5일 도호쿠 라쿠텐 골든이글스전에서 선발 등판하였지만 4와 2/3이닝을 던져 6실점을 기록하는 등 시즌 8패째를 당해 다음날에는 등록이 말소되면서 정규 시즌을 마감했다. 시즌에서의 피타율은 3할, 피출루율 3할 7푼 4리, QS율 50%, 실점률 5.19를 기록했고 RSAA가 20.74를 나타내면서 규정 투구 이닝 미만을 포함한 12개 구단의 전체 투수 중에서는 최악의 기록이었다.
클라이맥스 시리즈에서의 등판 기회는 없었고 요미우리 자이언츠와의 일본 시리즈 5차전에서는 8회초에 팀이 6점차로 뒤지고 있는 상황에서 패전 처리로 등판해 자신으로서는 처음이자 포스트 시즌에 등판했지만 2이닝 동안 2실점(2자책점)을 남겼다. 시즌을 통해 투구 폼이 정해지지 않았고 사이토 본인은 결과와 컨디션의 감각이 일치하지 않았다고 말했다.

#### 2013년
전년 11월부터 이어진 오른쪽 어깨 관절 부상으로 개막전은 2군에서 시작했다. 2군에서 9실점을 하고 그 후 복귀했다. 그러나 1군 경기는 1경기만 뛰었다(10월 2일 오릭스 버팔로스전). 그러나 그 경기에서 4.0이닝 6실점으로 패전을 면하게 되었다.

#### 2014년
3월 29일 오릭스 버팔로스와의 개막 3연전에서 요시카와 미쓰오에 이어서 두 번째 경기 선발출전을 하였다. 그러나 6이닝동안 이토이 요시오에게 홈런을 허용하는 등 4실점을 하여 패전 투수가 되었고, 4월 10일 도호쿠 라쿠텐 골든이글스전에서는 1.1이닝 3실점을 하여 패전 투수가 될 뻔 했으나 5회,6회에 타선이 터지면서 팀이 승리하여 패전을 면하면서 2군으로 내려갔다. 그러나 7월 12일 후쿠오카 소프트뱅크 호크스전에서 복귀전을 치뤘는데 5.0이닝 1실점으로 승리투수 요건을 갖췄으나 1-2로 팀이 앞서고 있던 중, 7회 미야니시 나오키가 혼다 유이치 타석에서 폭투와 역전 3루타를 허용해서 아쉽게도 승리를 따내진 못했고, 7월 30일 지바 롯데 마린스와의 경기에선 2012년 6월 6일 히로시마 도요 카프전 이후 785일만에 승리를 이루고, 8월 14일 지바 롯데 마린스(삿포로 돔)와의 경기에서 가라카와 유키와 선발 대결을 했지만 2.2이닝 5실점을 기록했다. 9월 29일 세이부 라이온스와의 경기(삿포로 돔)에서 5이닝 1실점으로 승리투수가 되었으며(참고로 홈 경기 승리는 845일만이다.) 그 승리로 팀은 클라이막스 시리즈진출을 확정했다.

## 플레이 스타일
오버핸드로부터 던지는 평균 구속 약 139 km/h, 최고 속도 150 km/h(프로 입단 후 최고 구속은 147 km/h)의 스트레이트와 가로 방향 슬라이더 포크볼, 컷 패스트볼, 투심 패스트볼을 축으로 삼았고, 드물게 체인지업, 과 커브도 섞어 던진다. 아마추어 시절부터 투구의 절반 가까이를 나지막한 궤도에 집중시키는 제구력이 사이토의 무기였다. 그러나 프로 입단 후 2012년에는 스트레이트의 헛스윙률이 1군에서 가장 낮은 수준인 2%를 기록했다. 이런 구위 부족까지 더해져 초구의 스트라이크율이 저조한 공으로 흐르는 투구가 나타나자 통산 볼넷율은 3.54로 제구에서 어려움을 겪었다.
공을 던지기 직전 ‘얻어맞겠다’하는 생각이 든 순간 몸이 반사적으로 반응해 볼을 던지게 되는 ‘위험감지능력’을 장점으로 꼽았는데 득점권에서의 피타율은 낮았다. 또 “아마추어 시절의 경험이 감각을 날카롭게 닦아주었다”라는 말대로 타자에 따라 타이밍을 미묘하게 변화시키는 투구술이 뛰어났다. 아마추어 시절에는 야구 해설자인 오사와 게이지가 《선데이 모닝》(TBS)에서 “구위 자체는 별로지만 머리가 좋고 밀고 당기기에 능숙하다”라고 평가했고 당시 메이저 리그를 대표하는 좌완 투수인 요한 산타나는 사이토의 투구를 보면서 “타자에 대한 접근방식이 다르다. 굉장하다! 언젠가는 여기에서 플레이하는 모습을 보고 싶다”라고 말했다. 프로 입단 후에도 공을 치게 해서 잡아내는 투구를 선보였으며, 모든 투구의 절반 이상을 땅볼로 처리했다.
투구 수가 150개를 넘어도 구속을 유지하는 지구력을 가졌고 위에서 말한 2006년 하계 고시엔 대회 결승 뿐만이 아니라 같은 해 니시토쿄 대회 예선 결승에서도 221개의 공을 던지고 있어 최종 이닝이 된 11회초에는 149km/h를 기록했다. 그리고 대학 시절 4년 동안 부진이나 질병으로 이탈했던 적은 없었고 연습은 쉰 적도 없었다.
마운드 위에서는 표정 변화가 거의 없었고 고등학교 2학년 때까지는 안타를 맞거나 같은 팀이 실책을 범했을 때 마운드 위에서 감정을 겉으로 드러내기도 했지만 와세다 실업고등학교 야구부의 OB로부터 “투수가 마운드에서 성을 낸다고 무슨 득이 있겠나?”라는 말을 들은 이후로 표정을 잘 바꾸지 않게 되었다. 또, 고교 2학년 때 춘계 고시엔 대회에서 부진한 것을 계기로 와세다 대학 선배인 사타케 가쓰토시를 참고해서 무릎을 꺾다시피 구부리고 허리의 위치를 강제적으로 낮추는 투구 폼을 개조했는데 구질이 향상되었고 이것이 하계 대회에서의 우승으로 이어졌다고 한다. 미야모토 겐(당시 와세다 대학 야구부 주장, 후에 프로에서 팀 동료가 됨)의 조언이 폼 개조에 한 몫을 담당했다고 한다.
타자로서는 3학년 때 고시엔 대회에서 6번 타자로 나섰고 고시엔 대회 통산 2홈런, 대학 통산 1홈런을 기록했다.

## 기타
- 가족으로는 아버지, 어머니, 형, 할머니가 있다. 아버지는 예전에 군마 현립 마에바시 공업고등학교를 거쳐 사회인 야구팀 후지 중공업 경식 야구부에서 활약했던 경험이 있어서 야구 연습에 엄격했다고 한다. 3살 연상의 형은 군마 현립 기류 고등학교의 1번 타자로 활약하여 군마 현 대회에서 4강에까지 진출한 경력을 갖고 있다.
- 와세다 실업고등학교 입학 초기에는 군마 현 오타시에 있는 집에서 두 시간 남짓 걸리는 먼 거리를 통학했는데 후에 도쿄에서 살던 형과 함께 아파트를 얻어 둘이서 생활하기 시작했다. 고등학교 졸업할 때까지 형이 식사 등 생활 전반을 보살펴 줬다. 대학에 들어와서는 입학 당시부터 와세다 대학 야구부 합숙소에서 지냈다.
- 취미는 낚시이며, 한 번씩 집에 돌아가면 계류 낚시를 즐기는 편이다.
- 좋아하는 무장은 오다 노부나가[17]이다.
- 아버지의 소속과 출신지도 작용해서 “벤츠나 포르셰보다 언젠가는 스바루 차를 타고 싶다”고 말할 정도로 스바루 자동차 애호가였다. 좋아하는 차량은 스바루 레거시 아웃백과 스바루 BRZ이다.
- 목표로 하는 투수로는 후지 중공업 경식 야구부의 에이스 아베 쓰기오를 꼽았고[18] 동경하는 투수로는 2013년부터 닛폰햄 투수 코치를 맡고 있는 구로키 도모히로를 들었는데 중학생 시절에는 구로키의 현역 시절 등번호 ‘54’번이 새겨진 손수건을 사용했다고 한다.[19]
- 닛폰햄 입단 동기인 이누이 마사히로와 외모가 닮았다는 소리를 듣곤 한다. 2011년 1월 12일에 방송된 후지 TV 계열 프로그램 《정보 프레젠터 도쿠다네!》에서 사이토의 프로 첫 연습을 취재하기 위해 닛폰햄 파이터스 스타디움에 인접한 합숙소에서 생중계를 했는데 사이토보다 먼저 등장한 이누이를 사이토로 착각하는 해프닝이 빚어지기도 했다.

## 상세 정보

### 출신 학교
- 와세다 실업고등학교
- 와세다 대학

### 선수 경력
- 홋카이도 닛폰햄 파이터스(2011년 ~ 2021년)

### 개인 기록

#### 투수 기록
- 첫 등판·첫 선발·첫 승리 : 2011년 4월 17일, 대 지바 롯데 마린스 3차전(삿포로 돔), 5이닝 4실점(1자책점)
- 첫 탈삼진 : 상동, 1회초에 오카다 요시후미로부터 헛스윙 삼진
- 첫 완투 : 2011년 9월 10일, 대 도호쿠 라쿠텐 골든이글스 19차전(일본 제지 클리넥스 스타디움 미야기), 8이닝 10피안타, 4실점으로 패전 투수
- 첫 완투 승리 : 2012년 3월 30일, 대 사이타마 세이부 라이온스 1차전(삿포로 돔), 9이닝 4피안타 1실점 7탈삼진
- 첫 완봉 승리 : 2012년 4월 20일, 대 오릭스 버펄로스 4차전(홋토못토 필드 고베), 9이닝 8피안타

#### 타격 기록
- 첫 타석 : 2012년 5월 19일, 대 히로시마 도요 카프 1차전(MAZDA Zoom-Zoom 스타디움 히로시마), 2회초에 노무라 유스케로부터 우익수 플라이

#### 기타
- 올스타전 출장 : 2회(2011년, 2012년)

### 등번호
- 18(2011년 ~ 2016년)
  - 11(2012년 동일본 대지진 부흥 지원 베이스볼 매치)
- 1(2017년 ~ 2021년)

### 연도별 투수 성적
| 연 도      | 소 속      | 등 판 | 선 발 | 완 투 | 완 봉 | 무 4 구 | 승 리 | 패 전 | 세 이 브 | 홀 드 | 승 률 | 타 자 | 이 닝 | 피 안 타 | 피 홈 런 | 볼 넷 | 고 4 | 몸 맞 | 탈 삼 진 | 폭 투 | 보 크 | 실 점 | 자 책 점 | 평 자 책 | W H I P |
| ---------- | ---------- | ----- | ----- | ----- | ----- | ------- | ----- | ----- | -------- | ----- | ----- | ----- | ----- | -------- | -------- | ----- | ---- | ----- | -------- | ----- | ----- | ----- | -------- | -------- | ------- |
| 2011년     | 닛폰햄     | 19    | 19    | 1     | 0     | 0       | 6     | 6     | 0        | 0     | .500  | 472   | 107.0 | 122      | 5        | 35    | 1    | 5     | 62       | 6     | 0     | 41    | 32       | 2.69     | 1.47    |
| 2012년     | 닛폰햄     | 19    | 18    | 2     | 1     | 0       | 5     | 8     | 0        | 0     | .385  | 480   | 104.0 | 126      | 8        | 48    | 1    | 2     | 59       | 5     | 0     | 60    | 46       | 3.98     | 1.67    |
| 2013년     | 닛폰햄     | 1     | 1     | 0     | 0     | 0       | 0     | 1     | 0        | 0     | .000  | 23    | 4.0   | 5        | 0        | 5     | 0    | 1     | 1        | 1     | 0     | 6     | 6        | 13.50    | 2.50    |
| 통산 : 3년 | 통산 : 3년 | 39    | 38    | 3     | 1     | 0       | 11    | 15    | 0        | 0     | .423  | 975   | 215.0 | 253      | 13       | 88    | 2    | 8     | 122      | 12    | 0     | 107   | 84       | 3.52     | 1.59    |

- 2013년 시즌 종료 기준

## 관련 서적·문헌
- 《유키 - 가족이 쓴 이야기》ISBN 978-4-09-387716-9
- 《손수건 왕자와 늙은 에이스》(가도타 류쇼, 고단샤) ISBN 978-4-06-213684-6
- 《새로운 성지 - 고시엔으로부터 진구에》(야자키 료이치·스즈키 히로시·야마오카 준이치로) ISBN 978-4-8124-3117-7
- 《사이토 유키 군과 일본인》(나카노 미도리) ISBN 978-4-16-660568-2
- 《사이토 유키 청춘의 궤적》(다카베 쓰토무·담당 기자 그룹) ISBN 978-4-8094-0617-1
- 《사이토 유키 투수 「손수건 왕자」 퍼펙트북》(고단샤 프라이데이 편집부) ISBN 4-06-378817-2
- 《고시엔 열투 전설 - 오 사다하루부터 사이토 유키까지》(니시노미야 야구 클럽 편, 후타바샤) ISBN 978-4-575-30065-9
- 《고시엔의 기세키 : 시대를 넘은 고교 야구, 6개의 이야기》(닛칸 스포츠 출판사) ISBN 978-4-8172-0264-2
- 《도쿄 6대학 야구 영광의 궤적 - 리그 탄생으로부터 사이토 유키까지》(베이스볼 매거진사 편) ISBN 978-4-583-61485-4
- 《도쿄 6대학 야구 전설 - 싸우는 남자! 사이토 유키, 진구 데뷔!!》(다카라지마샤) ISBN 978-4-7966-5791-4